# Frontière entre la Belgique et le Royaume-Uni
La frontière entre la Belgique et le Royaume-Uni est entièrement maritime : les deux pays sont séparés par la Mer du Nord juste après le Pas de Calais.

## Caractéristiques
La province de Flandre-Occidentale est la province belge ayant une façade maritime qui fait face à la côte de l’Angleterre. Les deux villes côtières les plus proches sont Ramsgate dans le comté du Kent pour le Royaume-Uni et Ostende pour la Belgique qui sont séparées à vol d’oiseau par 105 km. 
Le 29 mai 1991, un accord vient entériner le tracé définitif ; la limite est une ligne composée de segments loxodromiques reliant les points ci-après définis par leur coordonnées
- Point 1 : 51° 33′ 28″ N, 2° 14′ 18″ E
- Point 1 : 51° 36′ 47″ N, 2° 15′ 12″ E
- Point 1 : 51° 48′ 18″ N, 2° 28′ 54″ E

La Belgique et le Royaume-Uni participent aux programmes interrégionaux des « Deux Mers », de l’« Europe du Nord-Ouest » et de la « Région de la Mer du Nord ».